# Death to the World
Death to the World (svenska: Död åt världen) är en östortodox kristen zine från USA.

## Historik
Död åt världen startades av musikern Justin Marler och andra munkar som bodde i det serbisk-ortodoxa klostret Sankt Herman av Alaskas kloster i Platina, Kalifornien. Innan Marler och de andra munkarna hade blivit ortodoxa kristna var det punkare och ville därför sprida den Ortodoxa kyrkans tro till dem som fortfarande var punkare.